# Walter Craig Kerr

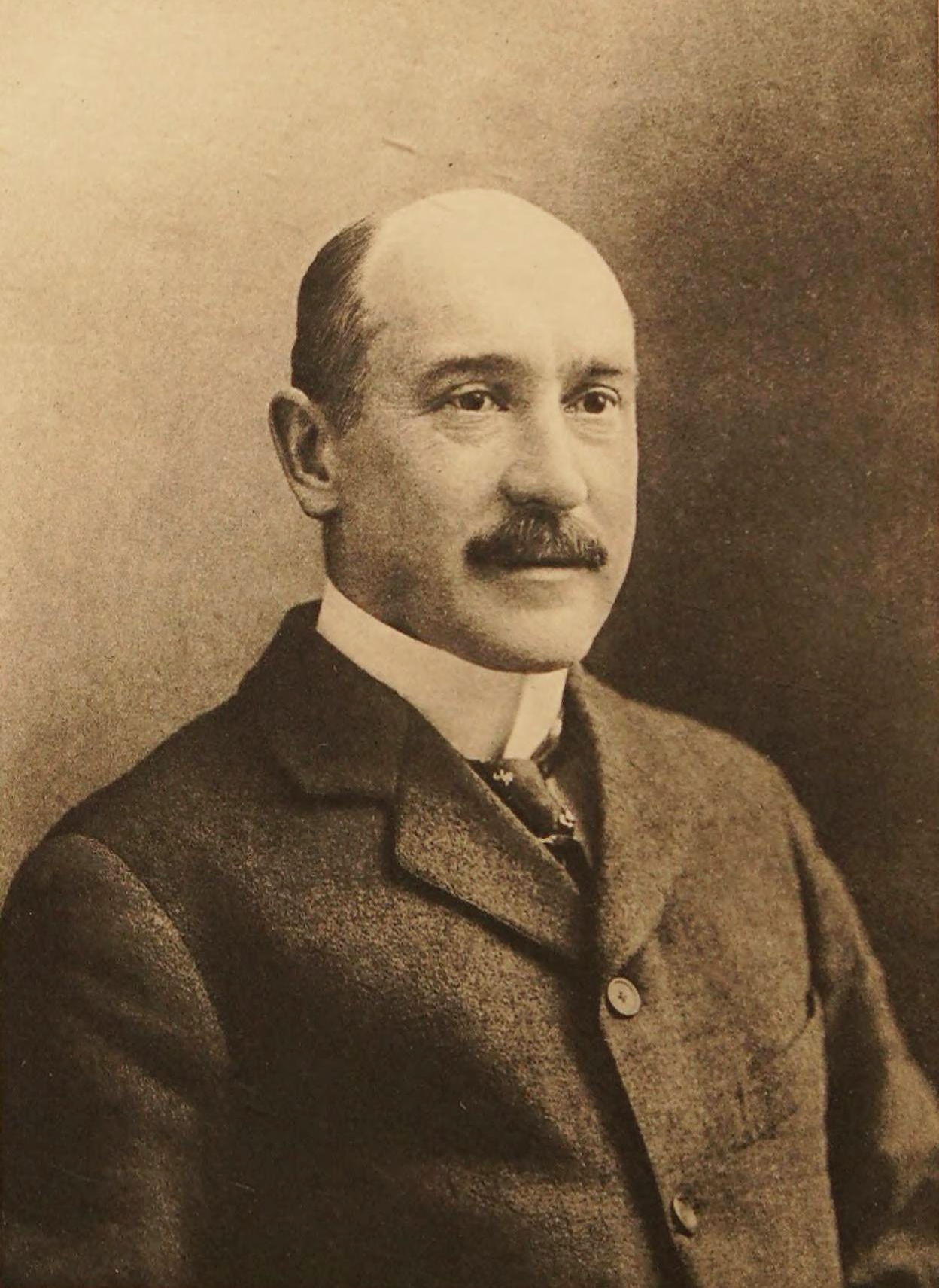
Walter Craig Kerr

Walter Craig Kerr (* 8. November 1858 in St. Peter, Minnesota; † 8. Mai 1910 in Rochester, Minnesota) war ein US-amerikanischer Unternehmer.

## Leben
Craig Kerrs Eltern waren Aaron H. Kerr und Elisabeth Kerr, geborene Craig. Ab 1875 studierte er am Sibley College und graduierte 1879 als B.M.E. 1879/80 war er dort Dozent für Maschinenbau (genauer: Mechanic arts) und 1880–82 Juniorprofessor.
Er kam dann mit George Westinghouse in Kontakt und sie gründeten Westinghouse, Church, Kerr & Co., deren Leitung er zuletzt innehatte. Anfangs war es eine Verkaufsagentur der Westinghouse Machine Company. Ab etwa 1902 bauten und betrieben sie elektrische Eisenbahnen in den USA. Er entwarf das Union Depot in Boston.
1890 wurde er an der Universität in das Board of Trustees gewählt. 1883 heiratete er Lucy Lyon aus Ithaca, mit der er drei Töchter und einen Sohn bekam.